# Landtagswahlkreis Wittenberg
Der Landtagswahlkreis Wittenberg (Wahlkreis 24) ist ein Landtagswahlkreis in Sachsen-Anhalt. Er umfasste zur Landtagswahl in Sachsen-Anhalt 2021 vom Landkreis Wittenberg die Lutherstadt Wittenberg und die Stadt Zahna-Elster.
Der Wahlkreis wird in der achten Legislaturperiode des Landtages von Sachsen-Anhalt von Reiner Haseloff vertreten, der das Direktmandat bei der Landtagswahl am 6. Juni 2021 mit 53,9 % der Erststimmen gewann. Davor wurde der Wahlkreis von 2002 bis 2021 von Frank Scheurell vertreten. Reiner Haseloff vertrat von 2011 bis 2021 den Landtagswahlkreis Dessau-Roßlau-Wittenberg.

## Wahl 2021
Im Vergleich zur Landtagswahl 2016 wurde der Zuschnitt des Wahlkreises nicht verändert. Auch Name und Nummer des Wahlkreises wurden nicht geändert.
Es traten sieben Direktkandidaten an. Von den Direktkandidaten der vorhergehenden Wahl trat nur Stefan Kretschmar erneut an. Reiner Haseloff kandidierte 2016 im Landtagswahlkreis Dessau-Roßlau-Wittenberg und verteidigte dort das Direktmandat. Thomas Lippmann kandidierte 2016 im Landtagswahlkreis Saalekreis.
Reiner Haseloff gewann mit 53,9 % der Erststimmen das Direktmandat. Thomas Lippmann zog über Platz 2 der Landesliste der Partei Die Linke und Heide Richter-Airijoki über Platz 9 der Landesliste der SPD ebenfalls in den Landtag ein.
|                        |                      | Erst- stimmen | Erst- stimmen | Zweit- stimmen | Zweit- stimmen |
| Bewerber               | Partei               | Anzahl        | %             | Anzahl         | %              |
| ---------------------- | -------------------- | ------------- | ------------- | -------------- | -------------- |
| Wahlberechtigte        | Wahlberechtigte      | 45.884        | 100,0         | 45.884         | 100,0          |
| Wähler                 | Wähler               | 27.605        | 60,2          | 27.605         | 60,2           |
| Ungültige Stimmen      | Ungültige Stimmen    | 519           | 1,9           | 512            | 1,9            |
| Gültige Stimmen        | Gültige Stimmen      | 27.086        | 98,1          | 27.093         | 98,1           |
| davon                  |                      |               |               |                |                |
| Reiner Haseloff        | CDU                  | 14.600        | 53,9          | 11.666         | 43,1           |
| Volker Scheurell       | AfD                  | 4.942         | 18,2          | 4.960          | 18,3           |
| Thomas Lippmann        | DIE LINKE            | 2.273         | 8,4           | 2.535          | 9,4            |
| Heide Richter-Airijoki | SPD                  | 1.922         | 7,1           | 2.096          | 7,7            |
| John Liebau            | GRÜNE                | 809           | 3,0           | 1.331          | 4,9            |
| –                      | FDP                  | –             | –             | 1.406          | 5,2            |
| Stefan Kretschmar      | FREIE WÄHLER         | 2.332         | 8,6           | 1.466          | 5,4            |
| –                      | NPD                  | –             | –             | 97             | 0,4            |
| –                      | Tierschutzpartei     | –             | –             | 334            | 1,2            |
| –                      | Tierschutzallianz    | –             | –             | 74             | 0,3            |
| –                      | LKR                  | –             | –             | 15             | 0,1            |
| –                      | Die PARTEI           | –             | –             | 171            | 0,6            |
| –                      | Gartenpartei         | –             | –             | 125            | 0,5            |
| –                      | FBM                  | –             | –             | 13             | 0,0            |
| –                      | TIERSCHUTZ hier!     | –             | –             | 146            | 0,5            |
| –                      | dieBasis             | –             | –             | 357            | 1,3            |
| –                      | Klimaliste ST        | –             | –             | 8              | 0,0            |
| –                      | ÖDP                  | –             | –             | 21             | 0,1            |
| –                      | Die Humanisten       | –             | –             | 24             | 0,1            |
| –                      | Gesundheitsforschung | –             | –             | 87             | 0,3            |
| –                      | PIRATEN              | –             | –             | 115            | 0,4            |
| –                      | WiR2020              | –             | –             | 46             | 0,2            |
| Dirk Hoffmann          | Einzelbewerber       | 208           | 0,8           | –              | –              |

## Wahl 2016
Bei der Landtagswahl in Sachsen-Anhalt 2016 waren 47.945 Einwohner wahlberechtigt; die Wahlbeteiligung lag bei 61,8 %. Frank Scheurell gewann das Direktmandat für die CDU.
| Bewerber            | Partei       | Erststimmen in % | Zweitstimmen in % |
| ------------------- | ------------ | ---------------- | ----------------- |
| Frank Scheurell     | CDU          | 33,6             | 36,0              |
| Uwe Loos            | LINKE        | 15,4             | 14,2              |
| Reinhard Rauschning | SPD          | 13,2             | 9,6               |
| Olaf Dähne          | FDP          | 3,5              | 3,8               |
| Reinhild Hugenroth  | GRÜNE        | 3,4              | 3,9               |
| Stefan Kretschmar   | Freie Wähler | 8,5              | 5,3               |
| Dirk Hoffmann       | AfD          | 22,4             | 21,6              |
| —                   | Sonstige     | —                | 5,6               |

## Wahl 2011
Bei der Landtagswahl in Sachsen-Anhalt 2011 waren 51.386 Einwohner wahlberechtigt; die Wahlbeteiligung lag bei 54,2 %. Frank Scheurell gewann das Direktmandat für die CDU.
| Bewerber          | Partei           | Erststimmen in % | Zweitstimmen in % |
| ----------------- | ---------------- | ---------------- | ----------------- |
| Frank Scheurell   | CDU              | 41,7             | 42,8              |
| Uwe Loos          | LINKE            | 20,0             | 19,3              |
| Corinna Reinecke  | SPD              | 19,3             | 18,3              |
| Katharina Adolf   | FDP              | 2,3              | 2,5               |
| Olaf Roehling     | GRÜNE            | 4,0              | 5,1               |
| Stefan Kretschmar | Freie Wähler     | 9,6              | 5,3               |
| —                 | KPD              | —                | 0,1               |
| —                 | MLPD             | —                | 0,2               |
| Marko Moritz      | NPD              | 3,2              | 3,6               |
| —                 | ödp              | —                | 0,1               |
| —                 | Tierschutzpartei | —                | 1,4               |
| —                 | PIRATEN          | —                | 1,1               |
| —                 | SPV              | —                | 0,3               |

## Wahl 2006
Bei der Landtagswahl in Sachsen-Anhalt 2006 traten folgende Kandidaten an:
| Name                              | Partei          | Erststimmen | Zweitstimmen |
| --------------------------------- | --------------- | ----------- | ------------ |
| Frank Scheurell                   | CDU             | 41,9 %      | 45,7 %       |
| Matthias Gärtner                  | LINKE           | 21,1 %      | 20,0 %       |
| Corinna Reinecke                  | SPD             | 21,4 %      | 18,0 %       |
| Katharina Adolf                   | FDP             | 5,6 %       | 5,5 %        |
| Ernst Dörfler                     | GRÜNE           | 3,5 %       | 2,9 %        |
| Stefan Kretschmar                 | BBW             | 3,9 %       | 1,2 %        |
| Sabine Hoffmann                   | Bü – DKP/KPD    | 0,7 %       | 0,2 %        |
| Heiner Friedrich                  | Off D-STATT-DSU | 1,9 %       | 1,0 %        |
| Wahlberechtigte: 53.299 Einwohner |                 |             |              |
| Wahlbeteiligung: 47,4 %           |                 |             |              |

## Wahl 2002
Bei der Landtagswahl in Sachsen-Anhalt 2002 traten folgende Kandidaten an:
| Name                             | Partei         | Erststimmen | Zweitstimmen |
| -------------------------------- | -------------- | ----------- | ------------ |
| Frank Scheurell                  | CDU            | 41,1 %      | 43,3 %       |
| Matthias Gärtner                 | PDS            | 20,4 %      | 19,4 %       |
| Helmut Rehhahn                   | SPD            | 18,4 %      | 17,0 %       |
| Uwe Branschke                    | FDP            | 9,7 %       | 10,8 %       |
| Jacqueline Braunsdorf            | GRÜNE          | 1,9 %       | 1,8 %        |
| Dieter Riedel                    | Schill-Partei  | 5,6 %       | 5,5 %        |
| Bruno Bauer                      | Einzelbewerber | 1,7 %       | -            |
| Dieter Schollbach                | Einzelbewerber | 1,1 %       | -            |
| -                                | Sonstige       | -           | 2,2 %        |
| Wahlberechtigte: 44.685Einwohner |                |             |              |
| Wahlbeteiligung: 58,9 %          |                |             |              |

## Wahl 1998
Bei der Landtagswahl in Sachsen-Anhalt 1998 traten folgende Kandidaten an:
| Name                              | Partei         | Erststimmen | Zweitstimmen |
| --------------------------------- | -------------- | ----------- | ------------ |
| Wolfgang Böhmer                   | CDU            | 31,7 %      | 25,9 %       |
| Matthias Gärtner                  | PDS            | 22,8 %      | 18,7 %       |
| Helmut Rehhahn                    | SPD            | 33,4 %      | 33,1 %       |
| Hans-Jürgen Fliegner              | FDP            | 4,9 %       | 4,6 %        |
| Barbara Leps                      | GRÜNE          | 3,1 %       | 3,2 %        |
| -                                 | DVU            | -           | 11,3 %       |
| Horst Wallisch                    | Einzelbewerber | 4,1 %       | -            |
| -                                 | Sonstige       | -           | 3,2 %        |
| Wahlberechtigte: 51.341 Einwohner |                |             |              |
| Wahlbeteiligung: 72,0 %           |                |             |              |

## Wahl 1994
Bei der Landtagswahl in Sachsen-Anhalt 1994 traten folgende Kandidaten an:
| Name                              | Partei   | Erststimmen | Zweitstimmen |
| --------------------------------- | -------- | ----------- | ------------ |
| Wolfgang Böhmer                   | CDU      | 39,9 %      | 34,9 %       |
| Matthias Gärtner                  | PDS      | 17,2 %      | 17,8 %       |
| Helmut Rehhahn                    | SPD      | 32,1 %      | 34,3 %       |
| Rudolf Kaufhold                   | FDP      | 4,6 %       | 3,8 %        |
| Reinhard Lausch                   | GRÜNE    | 6,1 %       | 5,4 %        |
| -                                 | Sonstige | -           | 3,8 %        |
| Wahlberechtigte: 51.826 Einwohner |          |             |              |
| Wahlbeteiligung: 52,4 %           |          |             |              |

## Wahl 1990
Ursprungswahlkreis war der Wahlkreis Wittenberg I mit der damaligen Nummer 21, der 1990 die damals noch eigenständigen Gemeinden Ateritz, Eutzsch, Kemberg, Meuro, Pratau, Rackith, Reinharz, Reinsberg, Bad Schmiedeberg, Seegrehna des damals noch bestehenden Kreises Wittenberg sowie die Stadt Wittenberg selbst umfasste. Diesen Wahlkreis gab es nur 1990, es gab außerdem noch den Landtagswahlkreis Wittenberg II – Jessen. Schon bei der Landtagswahl 1994 gab es nur noch den Wahlkreis Wittenberg. Bei der Landtagswahl in Sachsen-Anhalt 1990 traten folgende Kandidaten an:
| Name                              | Partei   | Erststimmen | Zweitstimmen |
| --------------------------------- | -------- | ----------- | ------------ |
| Wolfgang Böhmer                   | CDU      | 43,8 %      | 37,8 %       |
| Horst Dübner                      | PDS      | 10,6 %      | 11,4 %       |
| Helmut Rehhahn                    | SPD      | 25,4 %      | 27,0 %       |
| Hans-Joachim Hermann              | FDP      | 11,1 %      | 13,2 %       |
| Ulf Schröter                      | GRÜNE    | 6,1 %       | 6,1 %        |
| Andreas Kompalla                  | DSU      | 1,6 %       | 1,8 %        |
| Helene Kietz                      | DFD      | 1,4 %       | 1,0 %        |
| -                                 | Sonstige | -           | 1,7 %        |
| Wahlberechtigte: 52.046 Einwohner |          |             |              |
| Wahlbeteiligung: 63,9 %           |          |             |              |